# Liste des commanderies templières en Champagne-Ardenne
| Cette liste recense les commanderies et maisons de l'ordre du Temple qui ont existé en Champagne-Ardenne. |

## Faits marquants et histoire

Comté de Champagne

Hugues de Payns, fondateur et premier maître de l'ordre, était d'origine champenoise. À cette époque, la région correspondait en grande partie au Comté de Champagne auquel il faut ajouter le Comté de Rethel au nord et une petite partie du comté de Bar à l'est. Les territoires que constituaient les pairies ecclésiastiques de Châlons, de Langres et de Reims étaient indépendants. 
L'ordre du Temple a été fondé le 13 janvier 1129 en la cathédrale de Troyes.

## Commanderies
: Cet édifice a été classé au titre des Monuments historiques.
| Commanderie            | Ville actuelle (ou à proximité) | Observations | Protection                  |
| ---------------------- | ------------------------------- | ------------ | --------------------------- |
| Avalleur               | Bar-sur-Seine                   | [ 1 ]        | Classé MH (1921) (chapelle) |
| Barbonne               | Barbonne-Fayel                  | ,            |                             |
| Bonlieu                | Piney                           | ,            |                             |
| Boult aux Bois         | Boult-aux-Bois                  | [ 8 ]        |                             |
| Corgebin               | Chaumont                        | [ 9 ]        |                             |
| Fresnoy                | Montpothier                     | ,            | Classé MH (1994)            |
| La Neuville            | Dampierre-au-Temple             | [ 12 ]       |                             |
| Genrupt                | Genrupt                         | [ 13 ]       |                             |
| Langres                | Langres                         | [ 14 ]       |                             |
| Merlan                 | Aussonce, Pontfaverger          | ,            |                             |
| Mesnil-Saint-Loup      | Mesnil-Saint-Loup               | [ 12 ]       |                             |
| Mormant                | Leffonds                        | [ 9 ]        | Classé MH (1989)            |
| Payns                  | Payns                           | ,            |                             |
| Passy                  | Passy-Grigny                    | [ 12 ]       |                             |
| Reims                  | Reims                           | [ 12 ]       |                             |
| Ruetz                  | Bayard-sur-Marne                | [ 17 ]       |                             |
| Seraincourt            | Seraincourt                     | [ 12 ]       |                             |
| Serre                  | Montceaux-lès-Vaudes            | [ 18 ]       |                             |
| Soigny                 | Le Gault-Soigny                 | [ 4 ]        |                             |
| Thors                  | Thors                           | [ 17 ]       |                             |
| Troyes                 | Troyes                          | [ 19 ]       |                             |
| Villiers-les-Verrières | Verrières                       | [ 20 ]       |                             |

| Localisation géographique (Liens vers les articles correspondants) |
| --- |
| \| Lux. Bourgogne Franche Comté IdF Lorraine Picardie Wallonie Avalleur Barbonne Braux Bonlieu Bonnevaux Boult aux Bois Corgebin -Fresnoy Corgebin La Neuville Genrupt Langres Merlan Mesnil Mormant Payns Passy Reims Ruetz Seraincourt Serre Soigny Thors Troyes Villiers \| |
| Lux. Bourgogne Franche Comté IdF Lorraine Picardie Wallonie Avalleur Barbonne Braux Bonlieu Bonnevaux Boult aux Bois Corgebin -Fresnoy Corgebin La Neuville Genrupt Langres Merlan Mesnil Mormant Payns Passy Reims Ruetz Seraincourt Serre Soigny Thors Troyes Villiers       |

## Autres biens

### Aube
- La maison du Temple de Belleville, commune de Prunay-Belleville qui dépendait de la commanderie de Payns[21].
- La maison du Temple de Buxières, commune de Buxières-sur-Arce, dépendante de la commanderie d'Avalleur. (domo de Buxiere Lingonensis diocesis)
- Un domaine à Chapelle-Vallon (seigneurie et justice partiellement, terres)
- La Forêt du Temple[22]: située au sein de l'actuel Parc naturel régional de la forêt d'Orient, c'est la plus grande forêt templière d'Occident (environ 1 270 ha) acquise en 1255 par la commanderie de Bonlieu à la seigneurie de Vendeuvre[23].
- la maison du Temple de Gerbeaux[N 1] commune de Rigny-le-Ferron[24] ou Maison du Temple de Géraudot [N 2], commune de Dosches (domus Templi de Gelboe, Lingonensis diocesis)[25]
- La maison de la Loge-Bazin[N 3] (grangiam de Logea Basyn), : maison secondaire de la commanderie de Bonlieu, édifiée après 1255 pour gérer la forêt du Temple, située à proximité de la Ville-aux-Bois[26]
- diverses fermes implantées sur le domaine de la Foret du Temple: Maurepaire (commune de Piney), Rosson (commune de Doches), La Milly et la Loge-Lionne initialement désignée Loge-d'Orient (commune de Brévonnes), La Picarde (commune de Géraudot)[27]
- La maison du Temple du Perchoy[28],[N 4] , commune de Saint-Phal[29] qui devait dépendre de la commanderie de Troyes[30], devenue commanderie au temps des hospitaliers[N 5]
- La seigneurie de Sancey (1205)[31], puis la maison du Temple de Sancey[N 6]  (1281)[32], commune de Saint-Julien-les-Villas. Que ce soit à l'époque des templiers ou des hospitaliers, ce fut toujours une dépendance de la commanderie de Troyes[33],[34],[35]
- Des biens à Trouans-le-Grand (Seigneurie et justice en partie, terres et moulin)

| Bourgogne Avalleur Belleville Bonlieu Buxières Chapelle-Vallon -Fresnoy Gerbeaux loge-Bazin (la) Loge-Lionne (la) Mesnil Payns Perchois(le)Resson [?] Sancey Serre Thors · (Val de) Trouans Troyes Villiers |

#### Possessions douteuses ou à vérifier
- La commanderie de Resson, supposée dépendre de la commanderie du Val-de-Provins[N 7]

1. ↑  Ferme dite de Gerbeaux. 48° 11′ 52″ N, 3° 38′ 01″ E si on suit l'opinion de Trudon des Ormes. La mention du diocèse de Langres (Lingonensis) est erronée puisque le lien avec Coulours à proximité est avéré.cf. Trudon des Ormes. Ce serait alors le diocèse de Sens (Senosensis), ou celui de Troyes, erreur du greffier ou de copiste? C'est en fait le templier interrogé qui est originaire du diocèse de langres, un frère servant du nom de Lambert de Thoisy
2. ↑  Lieu-dit l'Hôpiteau. 48° 19′ 26″ N, 4° 19′ 36″ E d'après le site www.templiers.net. L'indication du diocèse de Langres n'est pas plus plausible. Maison qui aurait dû dépendre de la commanderie de Bonlieu à proximité et non être liée à Coulours...
3. ↑  Ancienne maison forestière du Temple sur la carte IGN. 48° 18′ 04″ N, 4° 26′ 37″ E.
4. ↑  Son existence n'est attestée qu'en 1254/55: « Domus Templi de Percheio, de Percheyo ». Cette maison du Temple fut saccagée cette année-là par les habitants du village de Fay (Fays-la-Chapelle), cf. Roger 1975, p. 232, 237, 243-246 (doc. 2), 248-249 (doc. 4).
5. ↑  Peu d'actes subsistants concernant les templiers hormis ceux de l'abbaye Notre-Dame-aux-Nonnains à Troyes et un inventaire en 1256 des biens de la commanderie de Troyes.
6. ↑  Dans les pièces du procès de l'ordre du Temple, la maison du Temple de Sancey est mentionnée principalement sous la forme « domo de Sanceyo juxta Trecas  » ou encore « domo de Sanci prope Trecas ; domo Templi de Sanci Trecensis diocesis ; domus Templi de Sanciaco » (Michelet 1987). Ne pas confondre avec la maison du Temple du Saussay dans la baillie d'Étampes au diocèse de Sens. Pendant le procès, un templier (Ernulphus de Mondeville) mentionne frère Guy de Dourdan, commandeur du Saussay en 1296, « fratribus Guidone de Dordano, quondam preceptore, tunc dicte domus de Sanceyo (pro Sauceyo) diocesis Senonensis ».
7. ↑  Voir l'article. Cette information figure dans les ouvrages d'Aubarbier[36], Bordonove[37] ou encore Thierry Leroy[38] mais n'est pas étayée par des preuves historiques. On ne trouve pas non plus Resson parmi les possessions des hospitaliers après la dévolution des biens de l'ordre du Temple.

### Ardennes
- La seigneurie d'Aussonce et celle de la Neuville-en-Tourne-à-Fuy[39],[40]
- L'ancienne chapelle de Cauroy ainsi que des vignes[41]
- La seigneurie de Mont-Saint-Remi[42]
- Des moulins à Hauviné et à Pont-Faverger[43]
- Des terres à Chamiot (ou chamiau), hameau de Landèves et à Falaise[44]
- Maison du Temple de la Chambre-aux-Loups, commune de Vouziers[45]
- Maison du Temple de Foisches[46] mais la ferme dite des Templiers date du XVIIe siècle[47]
- Sainte-Croix à Baâlons, [Erreur], Ordre de Saint-Jean dès le XIIIe siècle

| Wallonie Aussonce Boult aux Bois Merlan Seraincourt Cauroy C.-aux-Loups Foisches M.-S.-Remy |

### Haute-Marne
- Maison du Temple de Braux (Ancerville, Meuse) ou de Breuil (Breuil-sur-Marne) (Domus Templi de Brolio Cathalanensis diocesis)[N 1].
- Maison du Temple de La Chassagne à Isômes[57],[58].
- Maison du Temple de Beauchemin.
- Commanderie de Bonnevaux, située à Jonchery.

| Braux (?) Breuil Corgebin Genrupt Langres Ruetz Bonnevaux Chassagne (la) Beauchemin Mormant |

1. ↑  Sources contradictoires. certains auteurs considèrent que cette maison était située à Braux-lès-Ancerville[48] où les hospitaliers sont attestés avant la dévolution des biens de l'ordre du Temple[49],[50],[51], d'autres considèrent qu'elle se trouvait à Breuil-sur-Marne, un franc-Alleu qui a appartenu dès 1198 à la Maison du Temple de Ruetz[52],[53],[54]. C'est l'historien Auguste Didot qui a proposé le premier une origine templière à cette maison de Braux[55] sauf que les sources qu'il mentionne n'en font pas état (Baugier, Mémoires historiques..., 1721, p. 396 ; dom Calmet, Histoire ecclésiastique et civile de Lorraine, t. 1, 1728, p. cxcvi) et qu'il fait référence à Renaud de Bar inhumé en réalité dans la maison-dieu qu'il avait fondé. On trouve par ailleurs les titres et droits divers de la commanderie de Ruetz à Breuil pour la période 1198-1392 aux archives départementales de la Haute-Marne[56].

### Marne
- Maison du Temple de Tréfols[4], proche de la commanderie de Soigny, et qui fut rattachée à celle de Chevru[59] au XVIIe siècle[60].

Les dépendances de La Neuville:
- Maison du Temple d'Épernay avec des vignes, des terres et un pré[62].
- Maison du Temple de Noirlieu mais aussi celle de Maucourt qui est située dans L'Oise[63].
- Maison du Temple de Possesse[63],[62],[64]
  - Une charte datée de 1222 indique une transaction près d'un lieu nommé Braux[65] mais il ne s'agit pas de la commanderie de Braux, près d'Ancerville qui était de l'ordre des Hospitaliers dès sa création[66],[67].
- La seigneurie de Saint-Étienne-au-Temple[68],[69].

| Barbonne La Neuville Passy Reims Soigny Tréfols Épernay Noirlieu Possesse S. Étienne |